# Chipset Hermes
El Chipset Hermes está desarrollado por Lucent. Es un chipset de código cerrado, no obstante Lucent publicó una parte del código fuente necesario para controlar las funciones básicas de las tarjetas ORiNOCO, a partir del cual se creó el controlador wvlan cs. Actualmente el controlador wvlan cs ha sido reemplazado por el orinoco cs.
Gran parte de las tarjetas con chipset Hermes poseen un conector de antena superior a los MMCX de los chipset Prism o Aironet lo que hace que los problemas de conexión antena/tarjeta sean casi nulos.

## Características
- Identifica el punto de acceso transmisor y deduce el ESSID de la red automáticamente en cuanto se activa la interfaz wireless.
- Posibilidad de activar el modo monitor con el parche del shmoo group
- Las tarjetas con chipset hermes se pueden configurar como un AP con el controlador HermesAP

## Otros Chipsets
- Chipset Prism
- Chipset Aironet
- Chipset Symbol
- Chipset Atheros